# 소그디아노스
소그디아노스(Sogdianos , Sogdyậna? - 기원전 423년)는 페르시아 제국 아케메네스 왕조의 왕으로 전해지는 인물이다. 기원전 424년부터 이듬해에 걸쳐 단기간 왕위에 있었다고 한다.
기원전 424년 대왕 아르타크세르크세스 1세의 사후 그 아들 황태자(정실 다마스피아의 아들)인 크세르크세스 2세가 왕위를 계승했다. 그런데 몇 주 후 이복동생(바빌로니아 출신의 측실 알로기네의 아들)인 소그디아노스가 크세르크세스를 암살하고 왕위를 찬탈했다. 또한 그 몇 달 후, 다른 이복동생 (바빌로니아 출신의 측실 코스마루티데네의 아들 히르카니아의 사트라프)의 오쿠스가 봉기했다. 소그디아노스가 기병대장 알바리오스에 암살된 후, 대왕 다리우스 2세로 즉위하였다.
이상의 행적이 크니도스의 역사가 크테시아스가 전하는 것이지만, 오늘의 역사학에서는 크테시아스의 저술은 신빙성이 부족한 것으로 평가받고 있다. 동시대의 바빌로니아의 사료에 의하면 아마도 아르타크세르크세스 1세의 사후, 삼형제가 각각의 영지에서 분립하여 후계자를 자칭하였고 결국 다리우스가 권력투쟁에서 승리했다고 생각하는 것이 타당하다. 아르타크세르크세스 1세의 마지막 비문은 기원전 424년 12월 24일, 다리우스 2세의 첫 번째 비문은 기원전 423년 1월 10일로 연대를 붙일 수 있다.

## 참고자료
- Pierre Briant : From Cyrus to Alexander : A History of the Persian Empire . Winona Lake 2002.